# Decameron Nights
 Decameron Nights és una pel·lícula britànico-espanyola d'Hugo Fregonese estrenada el 1953, basada en tres contes d'El Decameró  de Giovanni Boccaccio, específicament el novè i desè contes del segon dia i el novè conte del tercer. La protagonitza Joan Fontaine i, com a Boccaccio, Louis Jourdan.

## Argument
A mitjans del segle xiv, Boccaccio busca el seu amor veritable, la fa poc vídua Fiametta (Joan Fontaine), i descobreix que ha fugit a Florència, perseguida per la pesta i empesa per un exèrcit invasor, a una vil·la al camp amb unes quantes companyes. Quan apareix al seu umbral, Fiametta no vol convidar-lo a quedar-se, però les seves amigues, avorrides i faltades de companyia d'homes, invaliden les seves objeccions. Per entretenir les senyores (i promoure el seu festeig de Fiametta), Boccaccio explica la recerca d'amor a les històries.
Bartolomea (Fontaine) veu frustrat el seu matrimoni amb el ric Ricciardo, (Godfrey Tearle), molt més vell. Les darreres creences en astrologia manen com han de viure. Un dia, les estrelles són favorables per pescar. Tanmateix, un vaixell de pirates apareix de cop i volta i captura les senyores. El capità, Paganino (Jourdan), inspecciona els seus presos i els deixa tots excepte Bartolomea. Envia una petició al seu marit perquè pagui 50.000 florins d'or en un rescat que ha de ser pagat a Mallorca. Mentre Ricciardo apareix, Bartolomea s'ha enamorat del pirata. Nega haver conegut Ricciardo i, quan és incapaç de contestar a una pregunta senzilla (el color dels seus ulls a les fosques), l'amic de Paganino, el Governador de Mallorca (Eliot Makeham), fa pagar Ricciardo una multa per les seves mentides: la suma de 50.000 florins. Paganino i Bartolomea es casen i ell promet deixar de piratejar.
Fiametta no es diverteix amb la "moral" de la història, però els altres en demanen a Boccaccio una altra. En canvi, Fiametta decideix explicar un conte més edificant, amb decepció dels seus amics.
Giulio (Jourdan) incita Bernabo (Tearle) a apostar per la virtut de la seva muller Ginevra (Fontaine). Giulio aposta 1000 florins contra els 5.000 de Bernabo que pot seduir Ginevra en un mes. Tanmateix, Giulio suborna la criada de Nerina (Binnie Barnes) perquè el deixi amagar-se en l'habitació de la seva amant. Més tard, mentre Ginevra dorm, roba un medalló amb la semblança de Bernabo i talla un manyoc dels seus cabells, adonant-se que té una taca de naixement a la seva espatlla. Quan Giulio proporciona les tres com "prova", Bernabo paga. Llavors recluta dos assassins per eliminar la seva muller.
Els assassins queden desconcertats perquè Ginevra no té por i la deixen marxar.
Es disfressa com a home i es converteix en mariner d'un vaixell mercant. Un client potencial, el Soldà (Meinhart Maur), queda fascinat pel lloro que parla de Ginevra i accepta comprar els estris del comerciant si també pot aconseguir l'ocell. Ja que el lloro només parlarà per Ginevra, accepta entrar al servei del Soldà.

## Repartiment
- Joan Fontaine: Fiametta / Bartolomea / Ginevra / Isabella
- Louis Jourdan: Giovanni Boccaccio / Paganino / Giulio / Don Bertrando
- Godfrey Tearle: Ricciardo / Bernabo
- Joan Collins: Pampinea / Maria
- Binnie Barnes: Comtessa de Firenze / La Comtessa / Nerina / La Vella Bruixa
- Meinhart Maur: Sultà
- Gordon Whiting
- Gordon Bell: Venedor
- Melissa Stribling: Noia a la Vil·la
- Stella Riley: Noia a la Vil·la
- Mara Lane: Noia a la Vil·la
- Van Boolen: Capità
- Gérard Tichy
- Diaz de Mendoza
- Carlos Villarías
- Eliot Makeham: Governador de Mallorca
- Marjorie Rhodes: Signora Bucca
- Noel Purcell: Pare Francisco
- Hugh Morton: El rei
- George Bernard: Missatger
- Bert Bernard: Missatger